# Plaza Sarmiento (Tucumán)
La Plaza Sarmiento es una plaza de la ciudad de San Miguel de Tucumán, Tucumán, Argentina. Esta posee accesos por el boulevard Bernabé Aráoz y Rondeau y la avenida Julio Argentino Roca con Juan Bautista Alberdi, teniendo un trazo en diagonal. Sobre la avenida Roca tiene un busto en honor a Domingo Faustino Sarmiento, quien da nombre al espacio público.

## Historia
Originalmente en el sitio del actual espacio público se extendían vías del ferrocarril General Belgrano. Tras la clausura del ramal se convirtió el espacio en plaza. Este fue transferido en 1976 al sindicato La Fraternidad, luego en 2006 fue adquirido por la empresa Neocon S.R.L. En el solar se propuso construir las Torres Lola Mora entre 2012 y 2013 para afiliados de la Unión de Empleados Judiciales de la Nación. Finalmente el proyecto no se llevó a cabo.
En 2023 se remodeló la plaza, siendo inaugurada el 13 de abril del mismo año por el intendente Germán Alfaro. Se realizaron caminería y mobiliario urbano, bebederos, juegos infantiles, una pista de salud y trabajos de forestación. Además, se colocaron luminarias led y rejas para evitar vandalismo al estar cerradas durante el horario nocturno.